# Église de Lakewood
Pour les articles homonymes, voir Lakewood.
L’Église de Lakewood (anglais : Lakewood Church) est une mégaéglise chrétienne évangélique néo-charismatique  non confessionnelle, située à Houston, États-Unis.  C'est l'une plus grande église des États-Unis, avec plus de 45 000 fidèles en 2024. Son pasteur principal est le pasteur Joel Osteen.

## Histoire

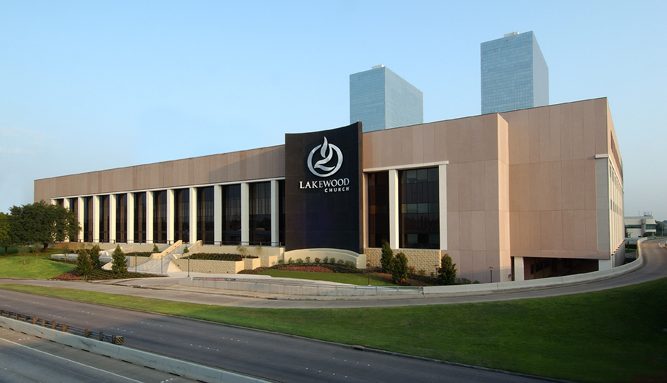
Bâtiment de l'église Lakewood Church.

L'église est fondée en 1959 avec John Osteen, pasteur baptiste et 190 personnes. Après quelques années, l'église quitte la Convention baptiste du Sud et rejoint le courant du christianisme non confessionnel.
En 1999, après la mort de son père, Joel Osteen devient pasteur principal de l'église.
En 2003, elle signe un bail pour le Compaq Center et commencé des travaux de rénovations majeurs. Le 16 juillet 2005, elle inaugure le lieu, qui comprend un auditorium principal de 16 000 sièges ,. En 2010, l’église achète le bâtiment pour 7 millions de dollars. En 2015, elle compte 52 000 personnes.
En 2017, l’église présente un budget annuel de 90 millions de dollars, dont 31,7 millions sont consacrés aux services et aux programmes. Son pasteur principal ne reçoit pas de salaire de l’église, ce dernier utilisant les revenus de ses livres pour subvenir à ses besoins.
En novembre 2021, un plombier découvre des enveloppes contenant plusieurs centaines de milliers de dollars derrière un urinoir mural dans les toilettes de l'église. La police associe cette découverte à un cambriolage de l'église datant de 2014.
Le 13 février 2024, une femme accompagnée d'un jeune garçon entre dans l'église pendant le service et ouvre le feu sur l'audience avec un fusil AR-15. Elle fait plusieurs blessés, et l'agresseur est abattu par deux policiers armés mais « off duty ».
Selon un recensement de l’église publié en 2024, elle aurait une assistance hebdomadaire de 45,000 personnes .

## Critiques
Joel Osteen a été critiqué en août 2017 pour ne pas avoir offert Lakewood Church comme abri aux victimes de l'Ouragan Harvey. Lakewood Church a répondu que c'était parce que le bâtiment était inondé et que l'église continuerait d'être un centre de distribution pour ceux dans le besoin.  D’après Joel Osteen, les portes ont été ouvertes une fois que c'était possible d'accueillir des gens. En 2018, Osteen a reçu au nom de l’église une récompense du maire de la ville pour avoir mobilisé plus de 5 millions de dollars en efforts de reconstruction et aidé plus de 1 150 familles de la région.